# Осенний семестр
«Осенний семестр» — первый в серии романов для детей о подвигах семьи Марлоу, написанных английской писательницей Антонией Форест и опубликованных в 1948 году. Роман, действие которого происходит в послевоенные годы, повествует о школьной жизни двух младших Марлоу, близнецов Никола и Лоуренс во время их первого семестра в вымышленной «Кингскотской школе для девочек». Затем серия продолжается с «The Marlows and the Traitor».

## Содержание
Никола неудачно начинает свою учебу в школе Кингскот. Она и ее сестра Лоуренс страдают от того, что их помещают в «форму удаления», тогда как все их сестры всегда были в форме «A». Несчастье усугубляется, когда они узнают, что «Удалённым» не разрешается даже играть в нетбол.
Но они смиряются с этим, затем присоединяются к школьной компании гидов и надеются там проявить себя. Все идет хорошо, пока не планируется поход на пляж. Никола и Лори предлагают сократить путь через двор фермы, чтобы разжечь костер. Стог сена на ферме был найден сгоревшим во второй половине дня, и главными подозреваемыми были девочки-близнецы. Лоис Сэнгер, их командир патруля, должна взять на себя ответственность, но вместо этого говорит неправду, чтобы снять с себя вину. После суда чести близнецов просят покинуть компанию.
Девочки на каникулы возвращаются домой, где старшие Марлоу смеются над неудачами близнецов. Никола следует совету своего старшего брата Джайлза (лейтенанта военно-морского флота) о том, что она должна сосредоточиться на том, в чем она хороша - на том, чтобы быть плохой! Через несколько недель, когда в школе дела обстоят особенно скверно, она вспоминает его совет...

## Кингскотская школа для девочек
Кингскотская школа для девочек — вымышленная школа-интернат, действие которой происходит в четырех романах серии Марлоу. Школа расположена в Уэйд-Аббасе — вымышленном городе, получившем статус города благодаря наличию собора Уэйд-Минстер. Действие книг разворачивается в мифическом ландшафте, вобравшем в себя элементы со всей южной Британии, от Сассекса до Пембрукшира.